# 제조 단위

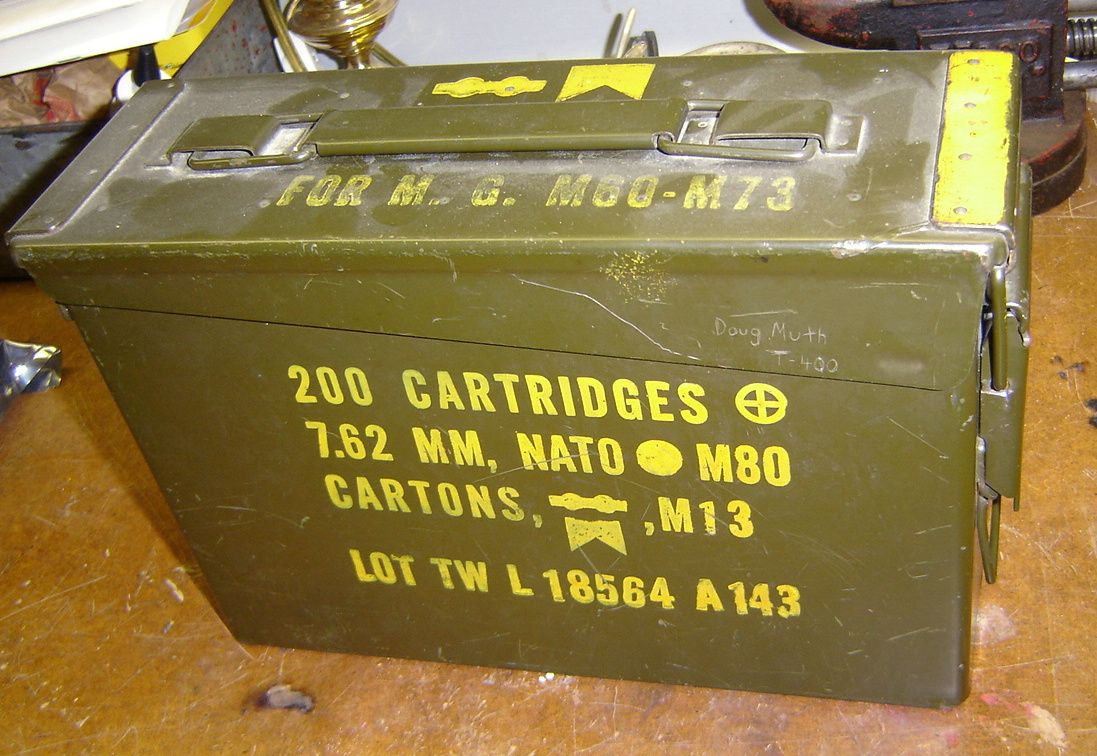
제조단위번호가 기재된 탄통

제조단위는 동일한 조건 아래에서 만들어진 균일한 특성 및 품질을 갖는 제품군이다. 로트(lot), 배치(batch)라고도 한다. 제조단위를 나타내는 번호를 제조단위번호라고 하며 제조번호, 로트번호(lot number), 배치번호(batch number)라고도 한다.
"제조단위" 또는 "로트"라 함은 동일한 제조조건하에서 제조되고 균일한 특성 및 품질을 갖는 완제품, 구성부품 및 원자재의 단위를 말한다.
— 의료기기 제조·수입 및 품질관리기준 2조

"제조단위" 또는 "로트"라 함은 동일한 제조공정하에서 균질성을 갖도록 제조된 의약품의 일정한 분량을 말한다.

"제조번호" 또는 "로트번호"라 함은 일정한 제조단위분에 대하여 제조관리 및 출하에 관한 모든 사항을 확인할 수 있도록 표시된 숫자·문자 또는 이들을 종합한 것을 말한다.
— 의약품 제조 및 품질관리 기준 1조

## 같이 보기
- 재고 관리
- 상품이력제
- 제품 리콜